# Chlamydatus schuhi
Chlamydatus schuhi är en insektsart som beskrevs av Knight 1964. Chlamydatus schuhi ingår i släktet Chlamydatus och familjen ängsskinnbaggar. Inga underarter finns listade i Catalogue of Life.